# Пушкарёв, Фёдор Степанович
Фёдор Степанович Пушкарёв (25 июня 1908, Орехово-Зуево, Российская империя — 22 февраля 1978, Москва, СССР) — советский военачальник, полковник (25.04.1940).

## Биография
Родился 25 июня 1908 года в селе Орехово, ныне на территории города Орехово-Зуево Московской области Российской Федерации. Русский.

## Военная служба
8 ноября 1930 года был призван в РККА и направлен в 116-й артиллерийский полк МВО в город Моршанск. Со 2 января по 15 сентября 1931 года прошел курс обучения в полковой школе, после чего служил помощником командира взвода управления. Член ВКП(б) с 1931 года.
В декабре 1931 года направлен в Ейскую военную школу военных летчиков и летнабов им. И. В. Сталина, по окончании которой в мае 1933 года назначен пилотом в 168-й корпусной авиаотряд ВВС УВО в город Конотоп. С января 1934 года командовал звеном в этом отряде.
В декабре 1936 года лейтенант Пушкарёв был переведен на ту же должность в 29-ю скоростную бомбардировочную авиаэскадрилью в город Овруч. С 25 мая 1937 года по 10 марта 1938 года находился в правительственной командировке в Испании. За мужество и героизм в боях он был награждён двумя орденами Красного Знамени.
После возвращения в СССР в мае 1938 года капитан Пушкарёв был назначен помощником командира 48-го скоростного бомбардировочного авиаполка ВВС КОВО в городе Умань.
В июле 1938 года назначен командиром 33-го скоростного бомбардировочного авиаполка в городе Белая Церковь. В этой должности с 17 сентября по 17 октября 1939 года принимал участие в походе Красной армии в Западную Украину и Белоруссию.
В период Советско-финляндской войны со 2 февраля по 13 марта 1940 года вместе с полком принимал участие в боевых действиях на петсамском направлении в составе ВВС 14-й армии. Лично совершил 9 боевых вылетов, за что 7 мая 1940 года был награждён орденом Красного Знамени. Накануне войны 33-й скоростной бомбардировочный авиаполк входил в 19-ю бомбардировочную авиадивизию ВВС КОВО. За отличную боевую подготовку наркомом обороны СССР он был награждён переходящим Красным Знаменем частей ВВС Красной армии.

### Великая Отечественная война
С началом войны полк под командованием полковника Пушкарёва вел боевые действия на Юго-Западном фронте. Участвовал в приграничном сражении и Киевской оборонительной операции. Летчики полка уничтожали танки и мотомеханизированные части противника в районах Сокаль, Крыстынополь, Берестечко, Дубно, Ровно, Шепетовка, Бердичев. С переходом на ночную работу полк уничтожал самолёты противника на аэродромах Житомир, Скоморохи, Бердичев, Белая Церковь, Узин, Городище[уточнить], Кировоград; наносил бомбовые удары по скоплениям вражеских войск в районах Канев, Кременчуг, Черкассы, Окуниново.
10 декабря 1941 года Пушкарёв назначен командиром 19-й бомбардировочной авиадивизии. Участвовал с ней в Елецкой и Барвенково-Лозовской наступательных операциях.
С 10 февраля 1942 года исполнял должность начальника управления 1-й воздушной трассы ВВС Красной армии в городе Куйбышев.
В июле 1942 года полковник Пушкарёв назначается командиром 284-й бомбардировочной авиадивизии. В конце июля дивизия вошла в формируемую на Брянском фронте 15-ю воздушную армию и с осени вступила в напряженную боевую работу на воронежском направлении. В конце ноября она переформирована в 284-ю ночную бомбардировочную авиадивизию. 30 марта 1943 года 284-я ночная бомбардировочная авиадивизия была переименована в истребительную.
В середине апреля 1943 года полковник Пушкарёв был назначен врид командира формирующейся 315-й истребительной авиадивизии.
С 27 мая 1943 года он вступил в командование 280-й бомбардировочной авиадивизией, входившей в состав 14-й воздушной армии Волховского фронта. В июле — августе её части поддерживали войска 8-й армии в ходе Мгинской наступательной операции.
В декабре 1943 года полковник Пушкарёв направлен на учёбу на курсы при Военной академии командного и штурманского состава ВВС Красной армии. По их окончании в июле 1944 года назначается командиром 1-й гвардейской смешанной авиадивизии, преобразованной 11 ноября в 16-ю гвардейскую истребительную. В составе 7-й воздушной армии Карельского фронта участвовал с ней в Свирско-Петрозаводской и Петсамо-Киркенесской наступательных операциях. За успешное выполнение боевых заданий командования ей было присвоено наименование «Свирская».
В конце января 1945 года полковник Пушкарёв был переведен на должность командира 327-й бомбардировочной авиадивизии, входившей в состав 5-го бомбардировочного авиационного Люблинского Краснознаменного корпуса 4-й воздушной армии 2-го Белорусского фронта. Участвовал с ней в Восточно-Прусской, Восточно-Померанской, Берлинской наступательных операциях. За успешное выполнение боевых заданий командования ей было присвоено наименование «Гданьская».
Лично Пушкарев совершил 36 боевых вылетов, из них два на самолёте «Бостон» на города Данциг и Штеттин, где проходили самые ожесточенные бои, в качестве ведущего «девяток».
За время войны комдив Пушкарёв был 10 раз персонально упомянут в благодарственных в приказах Верховного Главнокомандующего.

### Послевоенное время
После войны продолжал командовать этой дивизией до сентября 1946 года, затем состоял в резерве ВВС. С февраля 1947 года командовал 338-м отдельным транспортным авиаполком в 5-й воздушной армии ОдВО.
С мая 1947 года полковник Пушкарёв исполнял должность помощника командира по летной подготовке 5-й гвардейской бомбардировочной авиадивизии 15-й воздушной армии ПрибВО. С августа 1950 года вступил в командование 47-й бомбардировочной авиадивизией. С сентября 1952 года по ноябрь 1954 года проходил обучение в Высшей военной академии им. К. Е. Ворошилова. В феврале 1956 года назначен инспектором Инспекции бомбардировочной авиации Главной инспекции МО СССР. 7 мая 1956 года полковник Пушкарёв уволен в запас.

## Награды
- два ордена Ленина (29.12.1941[6], 30.12.1956[7])
- четыре ордена Красного Знамени (1937[3], 1938[3], 07.05.1940[3], 15.11.1950[7])
- орден Суворова II степени (29.05.1945)[3]
- орден Отечественной войны I степени (10.03.1943)[8]
- два ордена Красной Звезды (18.03.1943[9], 06.11.1945[7])

медали в том числе:
- «За боевые заслуги» (03.11.1944)[7]
- «За оборону Ленинграда»
- «За оборону Киева»
- «За оборону Советского Заполярья»
- «За победу над Германией в Великой Отечественной войне 1941—1945 гг.»
- «За взятие Кёнигсберга»
- «Ветеран Вооружённых Сил СССР»

Приказы (благодарности) Верховного Главнокомандующего в которых отмечен Ф. С. Пушкарёв
- За прорыв сильно укрепленной обороны немцев северо-западнее Мурманска и овладение городом Петсамо (Печенга) — важной военно-морской базой и мощным опорным пунктом обороны немцев на Крайнем Севере. 15 октября 1944 года № 197.
- За освобождение от немецких захватчиков всего района никелевого производства и занятие важных населенных пунктов Печенгской (Петсамской) области — Никель, Ахмалахти, Сальмиярви. 23 октября 1944 года № 202.
- За пересечение государственной границы Норвегии и овладение городом Киркенес — важным портом в Баренцевом море. 25 октября 1944 года № 205.
- За полное освобождение Печенгской (Петсамской) области от немецких захватчиков. 1 ноября 1944 года № 208.
- За овладение городом и крепостью Гданьск (Данциг) — важнейшим портом и первоклассной военно-морской базой немцев на Балтийском море. 30 марта 1945 года. № 319.
- За форсирование Одера южнее Штеттина, прорыв сильно укрепленной обороны немцев на западном берегу Одера и овладение главным городом Померании и крупным морским портом Штеттин, а также овладение городами Гартц, Пенкун, Казеков, Шведт. 26 апреля 1945 года. № 344.
- За овладение городами Эггезин, Торгелов, Пазевальк, Штрасбург, Темплин — важными опорными пунктами обороны немцев в Западной Померании. 28 апреля 1945 года. № 350.
- За овладение городами и важными узлами дорог Анклам, Фридланд, Нойбранденбург, Лихен и вступили на территорию провинции Мекленбург. 29 апреля 1945 года. № 351.
- За овладение городом Свинемюнде — крупным портом и военно-морской базой немцев на Балтийском море. 5 мая 1945 года. № 362.
- За форсирование пролива Штральзундерфарвассер, захват на острове Рюген городов Берген, Гарц, Путбус, Засснитц и полное овладение островом Рюген. 6 мая 1945 года. № 363.

Иностранных государств
- медаль «За Одру, Нису и Балтику» (ПНР